# Bank Pocztowy
Bank Pocztowy SA (deutsch: Postbank)  ist eine polnische Geschäftsbank mit Sitz in Bydgoszcz, die Finanzdienstleistungen für Privatkunden mit einem ergänzenden Angebot für Kleinst- und Kleinunternehmen in ihrem eigenen Netzwerk und in polnischen Postämtern anbietet. Sie verfügt über 4.700 Filialen und ca. 1,1. Mio. Kunden. Durch die Präsenz in den polnischen Postämtern, insbesondere in kleineren Städten und Dörfern, wo andere Servicenetze nicht in vergleichbarem Umfang verfügbar sind, deckt die Polnische Postgruppe mehr als 20 Millionen Kunden ab, die außerhalb von Großstädten leben.

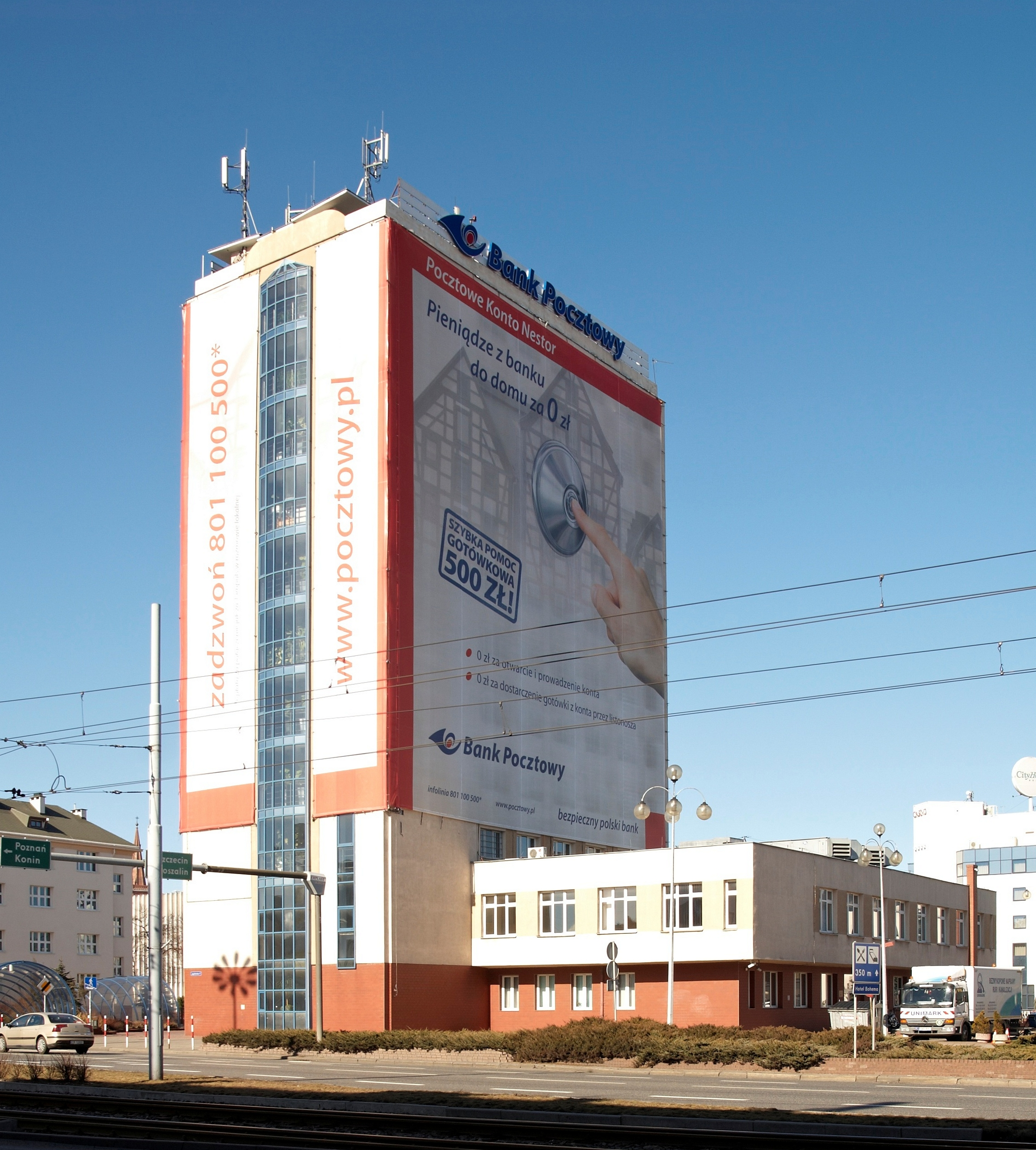
Bank Pocztowy Zentrale in Bydgoszcz

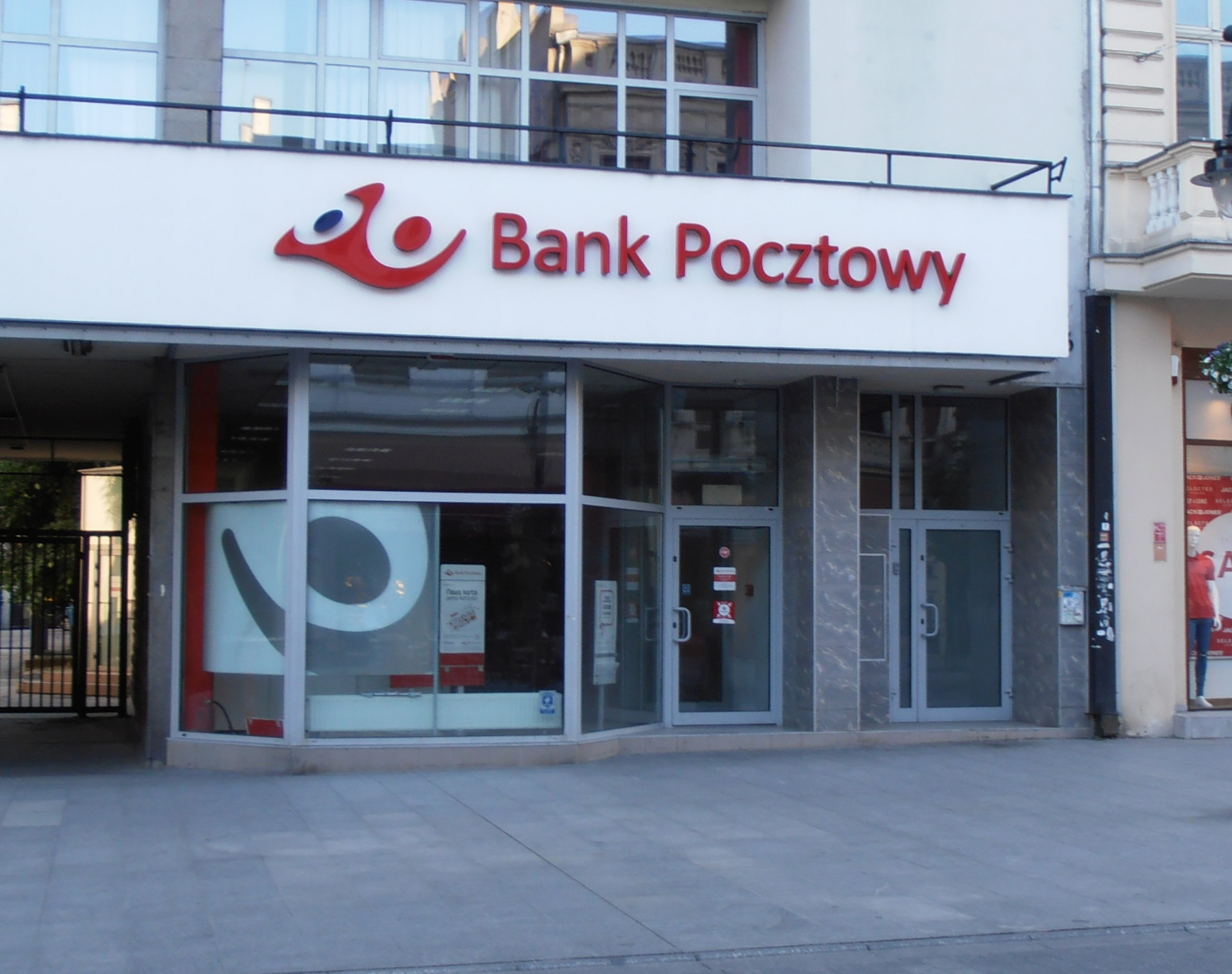
Bank-Pocztowy Filiale in Lodz

## Geschichte
Die Postbank wurde 1990 in Bydgoszcz gegründet. Die Idee hinter seiner Gründung war es, die Tradition des Postbankings in Polen zu reaktivieren. Anteilseigner der Bank sind: Poczta Polska S.A. (75 % minus 10 Aktien) und PKO Bank Polski  (25 % plus 10 Aktien). Die Bank Pocztowy verfügt dank einer strategischen Partnerschaft mit ihrem Mehrheitsaktionär über das größte Vertriebsnetz von Finanzdienstleistungen in Polen. In den 1990er Jahren fungierte die Bank Pocztowy als Abwicklungsbank, die hauptsächlich lokale Regierungen und Unternehmen betreute. Nach und nach wurden jedoch immer mehr Dienstleistungen für Privatkunden angeboten. Basierend auf dem Vertriebsnetz von Poczta Polska und seinen eigenen Filialen erreichte die Bank eine immer größere Kundengruppe. 1998 begann der Prozess der Umwandlung der Postbank in eine Privatkundenbank. 1999 war in allen Postämtern der vollständige Service der persönlichen Girokonten möglich, und das Konto selbst wurde durch eine Visa Electron-Karte ergänzt. 2003 startete die erste Website der Bank. 2009 wurde der erste Online-Banking-Dienst für institutionelle Kunden eingeführt. 2011 überstieg die Zahl der Kunden 1 Million. 2016 wurde es Kleinanlegern erstmals möglich gemacht, Aktien und Anleihen über die Bank zu kaufen. 2017 wurde durch die Anteilseigner eine Kapitalerhöhung in Höhe von 90 Mio. Złoty  durchgeführt. Im Juli 2017 startete sie ihre Internetmarke EnveloBank, die 2021 verwendet wurde, um Kunden auf das neue Mobile- und Internet-Banking-System zu migrieren.